# Iglesia de la Limpia Concepción de Nuestra Señora (Écija)
La iglesia de la Limpia Concepción de Nuestra Señora forma parte del antiguo convento de los Carmelitas Descalzos de Écija, en la provincia de Sevilla, Andalucía, España. La fundación del primitivo convento tuvo lugar en 1591 gracias a la iniciativa del Regidor don Sancho de Rueda y su esposa, doña María de Cárdenas, iniciándose las obras de la iglesia que quedaría inaugurada en 1614. 
A lo largo del siglo XVII se suceden las fases de ampliación y remodelación de las casas incorporadas, trazando y edificando el resto de las dependencias y procediendo a la decoración del templo con el levantamiento de la portada principal y la realización de los trabajos de yeserías y pinturas murales del interior. Esta ornamentación sería sustituida y completada durante el siglo XVIII con otros programas decorativos tardobarrocos, entre los que destacan las yeserías realizadas a principios de la segunda mitad del siglo y la aportación de gran parte de su amueblamiento.
En su conjunto, el carácter unitario de estos trabajos singulariza el interior de este templo como una obra en la que el valor dominante es la unicidad de criterio estético existente entre la fisonomía de su arquitectura y el programa decorativo de yeserías, pinturas murales o de caballete aplicadas a determinados registros parietales y su conjunción con el resto de los elementos no estructurales y de carácter mueble. Esta concepción unitaria del interior del inmueble consigue un ejemplo muy particular de integración de la arquitectura, la escultura y las artes decorativas cuyo programa mantiene inalterado los valores más destacables del arte del barroco andaluz.
Es la sede canónica de la Hermandad de la Mortaja, que hace su estación de penitencia cada Viernes Santo. 

## Descripción

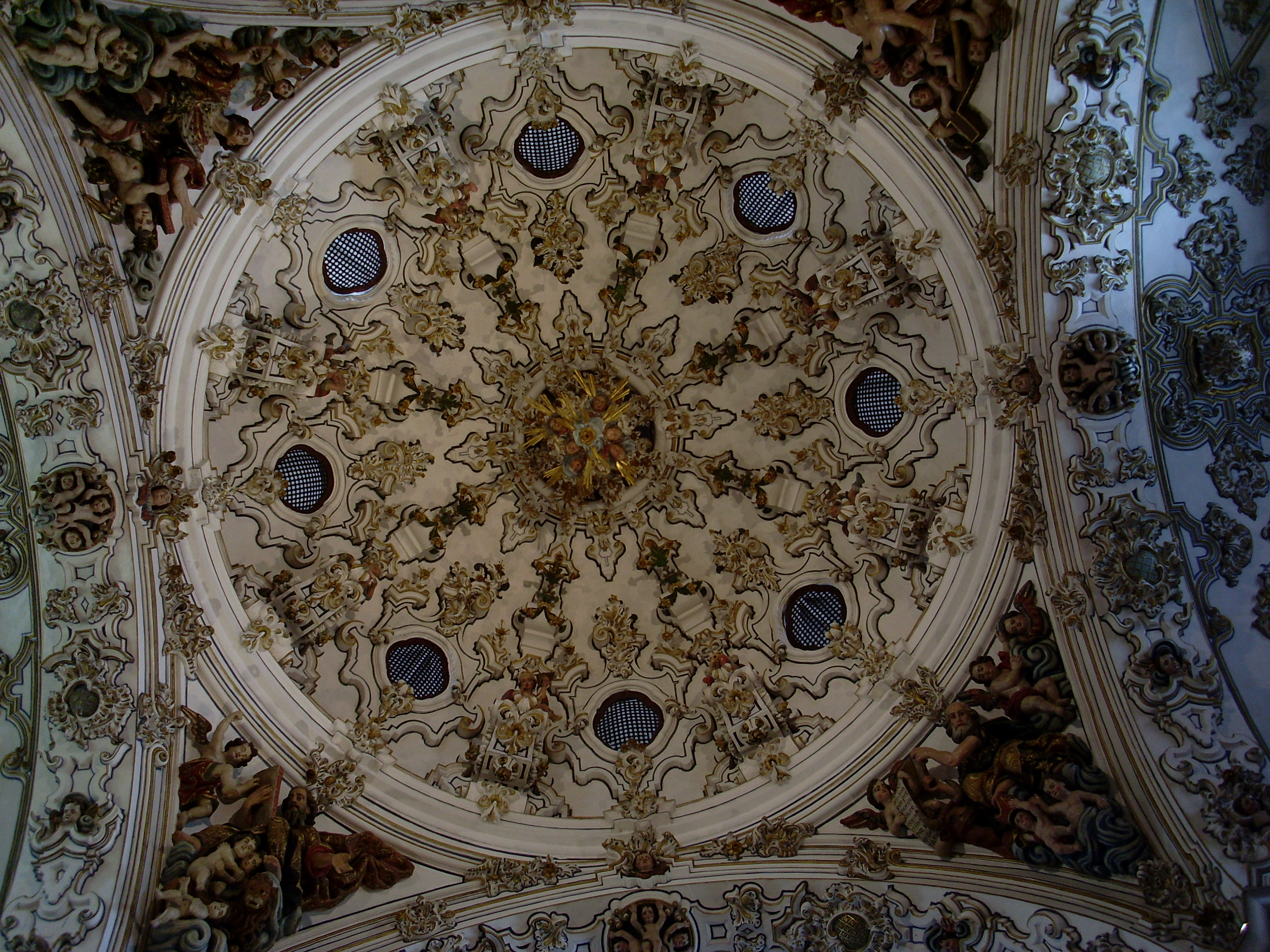
Bóveda barroca

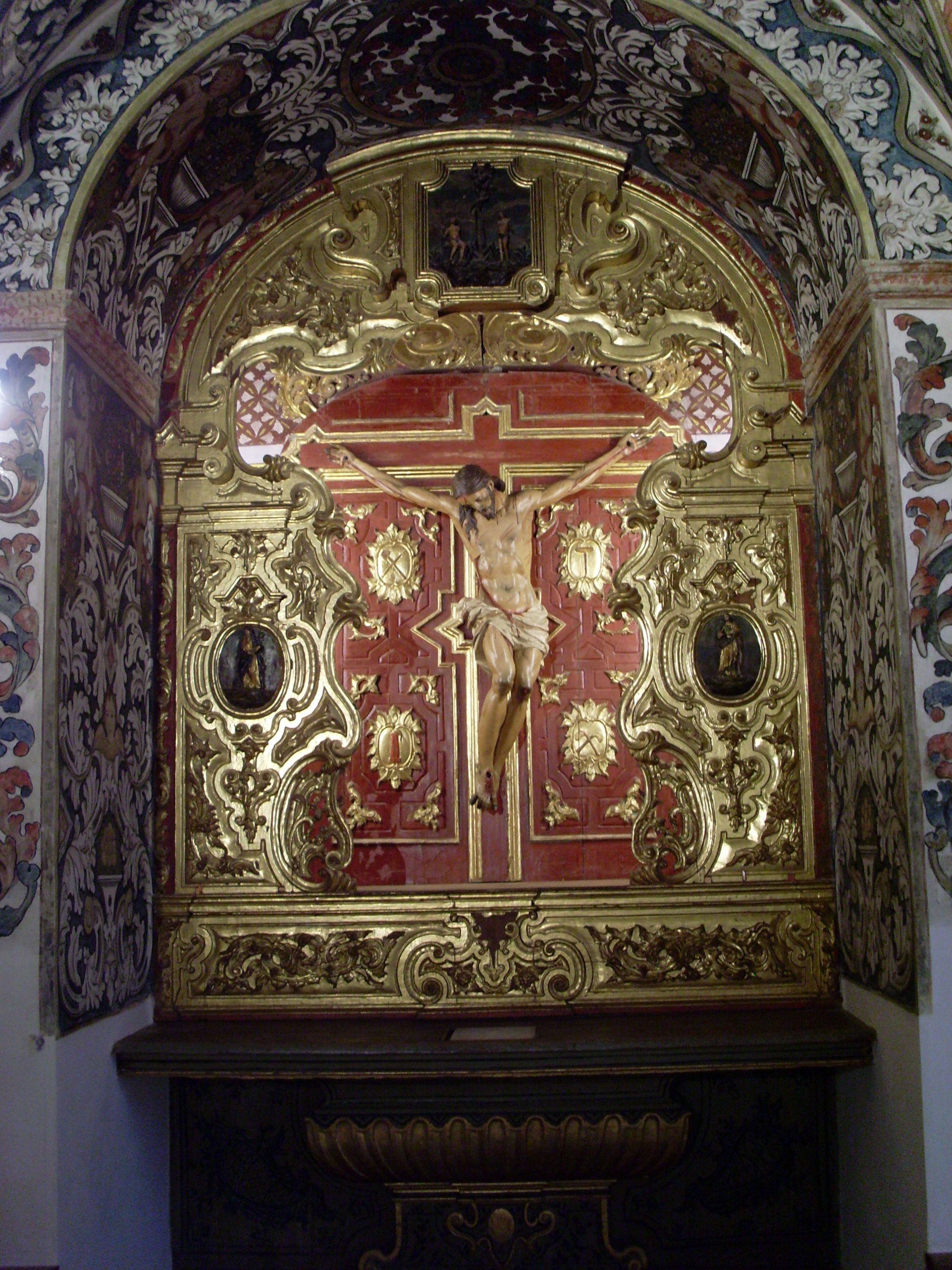
Capilla del Cristo de la Misericordia

El templo presenta una sola nave cubierta por bóveda de cañón, a la que se abren las capillas laterales y un transepto cupulado que antecede a la capilla mayor. A los pies del templo se encuentra la fachada principal, en su día completamente policromada, ornamentación de la que se conservan restos de esgrafiados. 
La portada, de trazas muy clásicas, está realizada en ladrillo y compuesta de cuerpo principal y vano adintelado flanqueado por columnas pareadas que soportan un entablamento con frontón partido. Sobre este un ático exhibe la imagen en terracota de la Inmaculada Concepción en una hornacina, repitiéndose el mismo esquema de columnas pareadas que presenta el primer cuerpo y rematándose con frontón curvo. A su derecha, elevándose sobre el muro de la iglesia del lado de la epístola, se encuentra una espadaña compuesta por un primer cuerpo de dos vanos y remate decorados con labores de recorte sobre el ladrillo formando pilastras entre los vanos, frontones rectos y pináculos piramidales en el primer cuerpo y esféricos en el segundo. 
Los paramentos interiores se decoran con una gran profusión de yeserías y pinturas murales, destacando entre éstas las de la tribuna del coro donde aparece una cantoría de ángeles de extraordinaria composición y calidad de ejecución. En su conjunto, la temática de las pinturas está relacionada con la representación de santos carmelitas, así como con los anagramas de la orden, insertos en un repertorio de formas mixtilíneas en el que se conjuga la decoración de placas recortadas, elementos vegetales, rocallas y figuras antropomorfas. En las pechinas de la cúpula central se representan relieves de los Evangelistas de manera muy notoria por su gran volumetría y dinamismo. 
En este templo existe un repertorio de obras realizadas en diferentes materias que han sido incorporadas en distintas épocas, entre las que cabe destacar las que ahora se citan en un recorrido efectuado desde los pies de la iglesia hacia el presbiterio por el muro y capillas del lado del Evangelio y continuando en este sentido hasta encontrar nuevamente el testero de la puerta de entrada en el sotocoro, espacio en el que se encuentra la puerta de madera de pino tachonada, de dos hojas rectangulares y bisagras metálicas y el cancel de madera tallada con casetones. Siguiendo por el muro del Evangelio, existe una pintura al óleo sobre lienzo, con formato de medio punto, enmarcada por una moldura de yesería que representa a un santo carmelita escribiendo.

### Muro del Evangelio (izquierdo)
En la primera capilla abierta entre los contrafuertes de la nave se encuentra el Retablo del Crucificado de la Misericordia, escultura de madera tallada y policromada del siglo XVIII, al que pertenecen unas interesantes potencias dieciochescas de plata. 
La siguiente capilla la ocupa un retablo de estilo rococó dedicado a Santa Teresa de Jesús en cuya hornacina central se dispone una escultura de la santa de candelero. En el espacio murario inmediato aparece un retablo de una sola hornacina actualmente vacía. Esta imagen ha pasado al retablo del Niño Jesús de Praga en 2015, ocupando su capilla Nuestra Señora del Carmen, titular de la Hermandad de la Mortaja.
La siguiente capilla está presidida por un retablo dedicado a San José, de mediados del siglo XVIII. En la hornacina principal se encuentra una interesante escultura de talla completa en madera policromada de San José. A ambos lados de esta capilla se disponen escudos nobiliarios relacionados con los linajes de las familias Rojas, en el testero izquierdo, y Guzmán, en el frontero. 
En el ángulo del crucero se sitúa un púlpito de talla chinesca, realizado en madera dorada y decorado con rocallas y medallones con relieves de santos. Junto a este elemento existen sendas urnas de madera dorada, cerradas por tapa de cristal y colocadas sobre repisas, en las que se encuentran dos bustos, uno del Ecce Homo y otro de la Dolorosa realizados en barro cocido policromado. 
En la clave del arco de acceso al retablo del brazo izquierdo del crucero hay un pinjante de madera tallada y dorada y una talla igualmente dorada de la paloma, símbolo del Espíritu Santo. Presidiendo este espacio se encuentra un retablo en exedra de estilo barroco y de planta cóncava que presenta en la calle izquierda una escultura de San Felipe Benicio apareciendo en la calle derecha otra imagen de San Alberto, santos servitas. En el ático, de medio punto, se dispone una escultura, busto del Ecce Homo de mediados del siglo XVIII. La hornacina central está ocupada por los titulares de la Hermandad Sacramental de la Sagrada Mortaja: María Santísima de la Piedad (proveniente de Nápoles y gubiada en 1763-1767, anónima), y que lleva corona con el punzón de «FRANCO», y Nuestro Padre Jesús Descendido de la Cruz en el Misterio de Su Sagrada Mortaja (Manuel Ramos Corona en 1991).
En el transepto se encuentra el retablo de San Juan de la Cruz, presentando en su hornacina una escultura de talla completa en madera policromada de este santo. A los pies de este retablo se conserva un paño de azulejos de cuerda seca de 0,83 x 2,08 m.

### Altar mayor

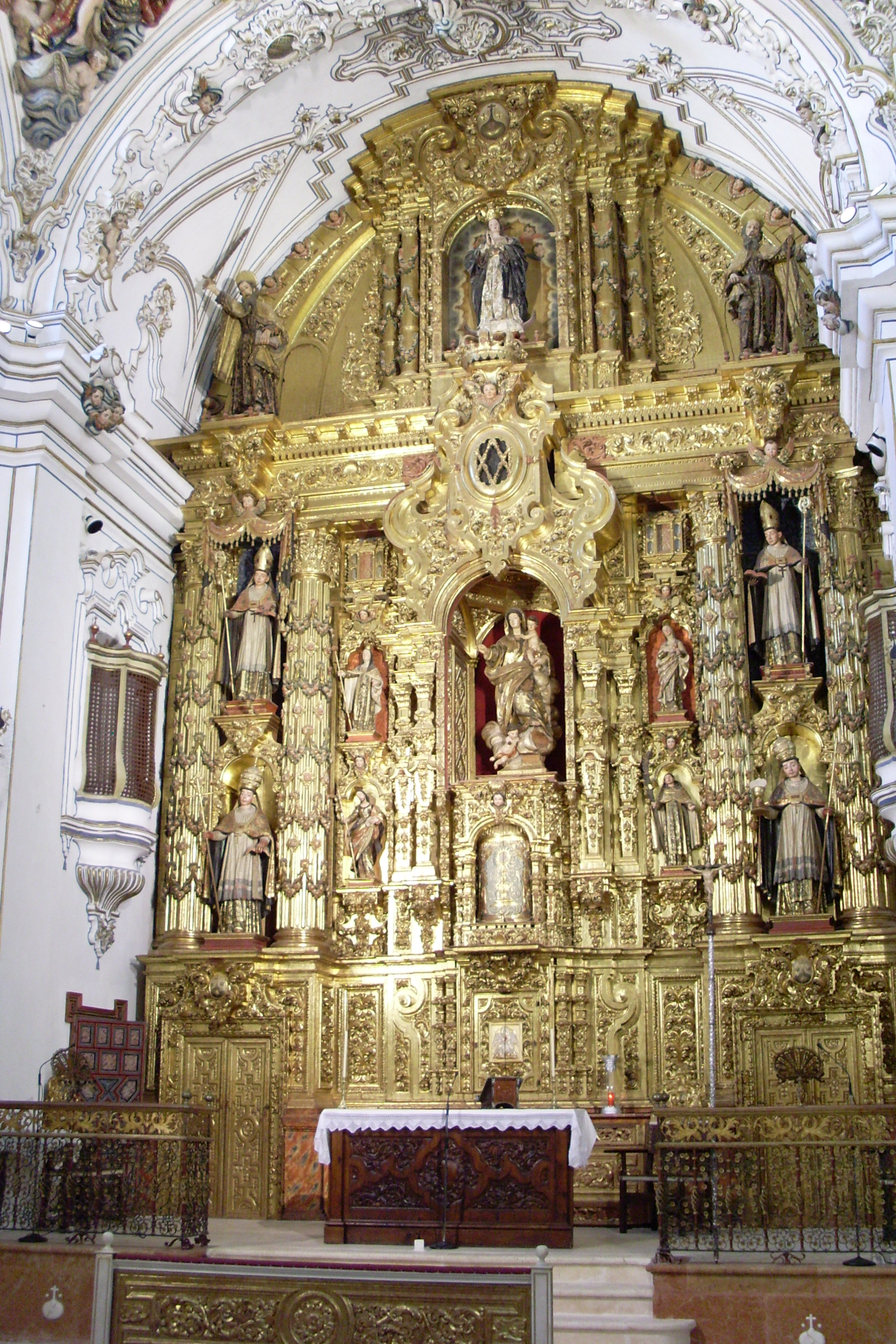
Altar mayor

En la capilla Mayor existe una baranda de forja que delimita el presbiterio sobre la que se soporta, en el lado del Evangelio, un atril del mismo metal. En ambos pilares del arco toral se conservan dos portalámparas realizados igualmente en forja. En esta capilla Mayor existe una puerta de madera pintada con casetones de una sola hoja sobre la que se coloca una galería de madera tallada y pintada. 
En el centro del crucero existe, maclado en la solería, parte de un mosaico romano procedente del término municipal de Santaella (Córdoba) realizado con la técnica del «opus tessellatum» con motivos geométricos y vegetales de 1,07 x 1,07 metros.
En los muros que delimitan la capilla Mayor existen dos celosías de madera sobre ménsula volada de fábrica entre las que se encuentra el retablo mayor, cuya hornacina central se reserva a la escultura de la Virgen del Carmen, imagen proveniente de Cádidz por un artista extranjero en 1738, que lleva corona de plata del platero Manuel González de Rojas (1880) y el Niño otra del siglo XVIII. En la calle izquierda aparecen esculturas de San Telesforo y de San Pedro Tomás. La entrecalle izquierda está ocupada por esculturas más pequeñas de San José y de Santa María Magdalena de Pazis. En la calle central hallamos una ordenación flanqueada por estípites, compuesta por el Sagrario, el Manifestador y el camarín, que alberga la mencionada Virgen del Carmen. En la entrecalle derecha existen esculturas de San Dionisio y San Cirilo de Alejandría mientras que la calle de la derecha está ocupada por esculturas de San Angelo y otro santo carmelita. El ático ofrece esculturas de los profetas Elías y Eliseo y de la Inmaculada (íbidem Virgen del Carmen). En el lado de la Epístola se abre una puerta de madera pintada con casetones de una sola hoja sobre la que se conserva una galería de madera tallada y pintada simétrica a las antes mencionadas del lado del Evangelio.
En la parte trasera al testero de la capilla Mayor se desarrolla la sacristía de planta rectangular, cubierta con una bóveda de cañón con lunetos. En esta estancia se encuentran integradas en los lunetos seis pinturas murales con ángeles y escenas de la Orden Carmelita, en alternancia, y dos tondos con pinturas murales enmarcadas por yeserías. Existe también un pequeño conjunto de puertas de interés, como la de la alacena, en madera tallada de dos hojas, otra puerta grande de dos hojas y una pequeña de una sola hoja, todas del siglo XVIII. 

### Muro de la Epístola (derecho)

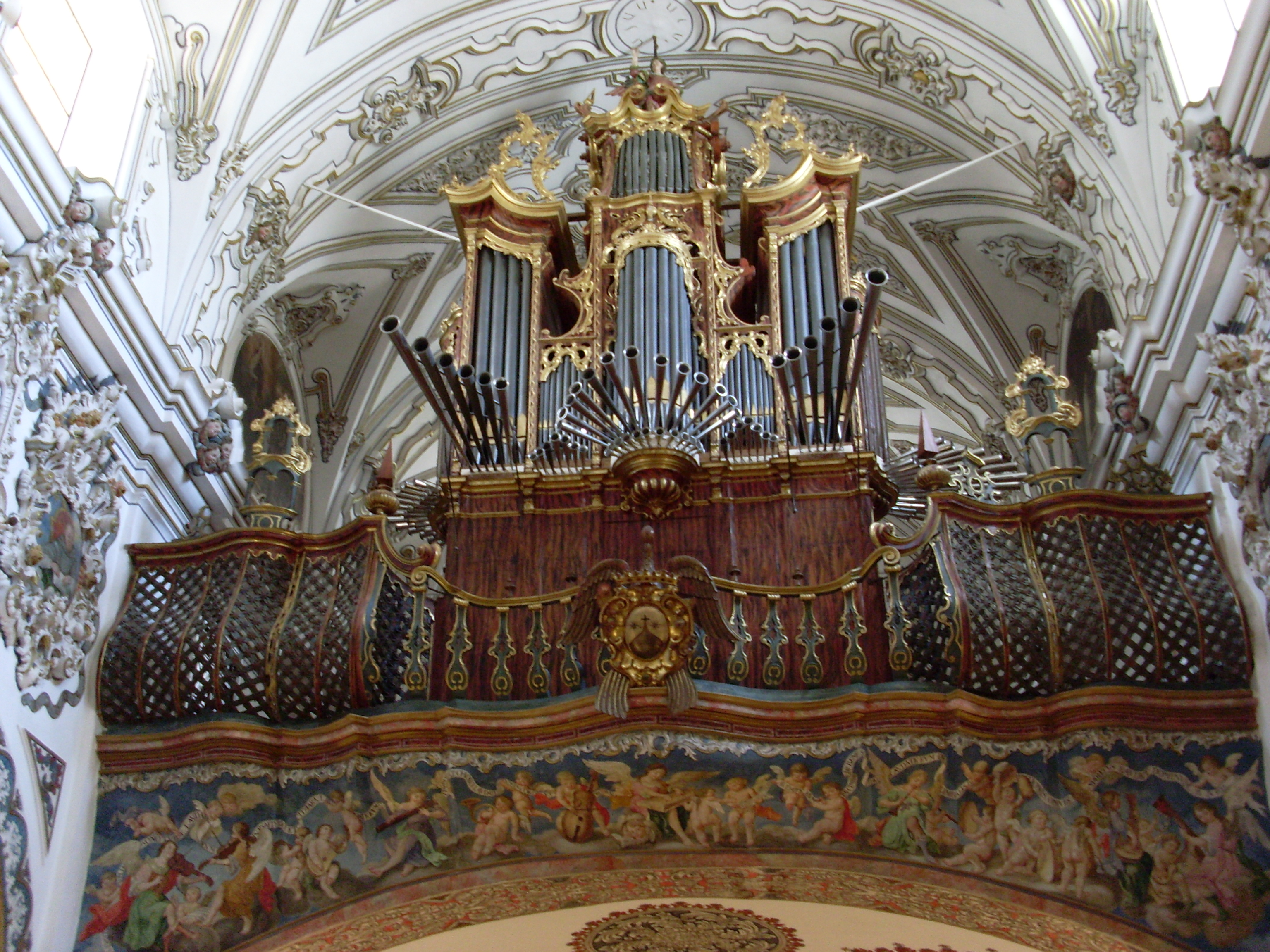
Detalle del órgano

El retablo colateral derecho forma pareja con el del lado contrario de San Juan de la Cruz. Ha estado presidido por el Niño Jesús de Praga hasta 2015, año en que lo sustituye la imagen de Santa Teresa de Jesús y que la del Niño Jesús pasa a la mesa del altar de esta capilla. A su lado existe una puerta de madera con casetones tallados sobre la que se desarrolla una gran tribuna de perfil bulboso con celosías de madera. 
En la primera capilla del testero de la Epístola figura un retablo de San Juan Bautista. En la siguiente capilla se encuentra el retablo de Santa Ana y la Virgen Niña presidido en su hornacina central por el grupo escultórico de Santa Ana instruyendo a la Virgen. En una hornacina-retablo con marco rococó se conserva una escultura de San Antonio Abad. La siguiente capilla posee un retablo de estilo barroco en el que se encuentra la escultura del profeta Elías firmada por Blas Molner en 1791 y en el testero izquierdo otra hornacina con una escultura de madera policromada de San Alberto de Sicilia. En el tramo siguiente, perteneciente ya al sotocoro, se ubican a ambos lados las pilas para el agua bendita realizadas en jaspe. Sobre la de este lado de la Epístola se encuentra el lienzo, pareja al del muro contrario, embutido en marco de yeserías representando a San Telesforo. 
En el coro existe un órgano del tercer tercio del siglo XVIII sobre una tribuna de perfil mixtilíneo, en la que se conserva una pintura mural que recrea una cantoría de ángeles sobre la que se soporta una celosía de madera de perfil bulboso. En los muros laterales existen cuatro lienzos con formato de medio punto embutidos en marcos de yesería que representan escenas de santos carmelitas. 
En el espacio que ocuparon las desaparecidas dependencias conventuales, se alza actualmente una edificación doméstica plurifamiliar cuyo patio se cierra con un muro al que se adosa la portada, labrada en piedra caliza, que daba acceso al compás. El vano, adintelado, se enmarca por pilastras a las que se superponen molduraciones mixtilíneas, róleos, óvalos, etc. El remate es un frontón partido y enrollado que deja emerger en el centro una incurvación de la cornisa que se convierte en peana para una escultura de San José con el Niño.

## Conservación
Recientemente en la iglesia se ha llevado a cabo una restauración integral, desde diciembre de 2006 hasta finales de 2009 (tras más de diez años en estado ruinoso), en la cual se ha recuperado todo el patrimonio interior de la iglesia, tanto como la reparación de los pilares del templo que se encontraban huecos. En esta restauración se han invertido 5 de los 37 millones del Programa Andalucía Barroca, esta intervención ha sido premiada por la Unión Europea por la organización Europa Nostra, también fue premiada en 2010 con el Premio Nacional de Restauración y Conservación de Bienes Culturales.
Es considerada una de las mejores joyas ecijanas por ser el templo más barroco de la ciudad.